# Bertel Hallberg
Bertel Ferdinand Hallberg, född 14 oktober 1886 i Vänersborg, död 8 januari 1953, var en svensk borgmästare. 
Efter juris kandidatexamen i Uppsala 1909 genomförde Hallberg tingstjänstgöring 1909–1914, var Linköpings stads sekreterare och ombudsman 1915–1918, blev rådman där 1918 och borgmästare 1938. Han blev auditör 1918 och krigsdomare 1934.
Hallberg var ordförande i byggnadsnämnden, i Linköpingskretsen av Svenska Röda Korset, i Linköpings Teater AB, i styrelsen för Linköpings museum för skön konst, och Stiftsbibliotekets vänner, i Svenska Chokladfabriks AB och i Östgöta Enskilda Banks centralstyrelse. 
Hallberg skrev bland annat Om staden Brätte i Västergötland (1922), Vänersborgs kyrkas död- och begravningsbok 1690–1700 (1925) och Claudius Kloot. Biografiska anteckningar om en svensk rättslärd (1934). Han är begravd på Strandkyrkogården i Vänersborg.